# Mimoides xeniades
Mimoides xeniades är en fjärilsart som först beskrevs av William Chapman Hewitson 1867.  Mimoides xeniades ingår i släktet Mimoides och familjen riddarfjärilar. Inga underarter finns listade i Catalogue of Life.

## Bildgalleri

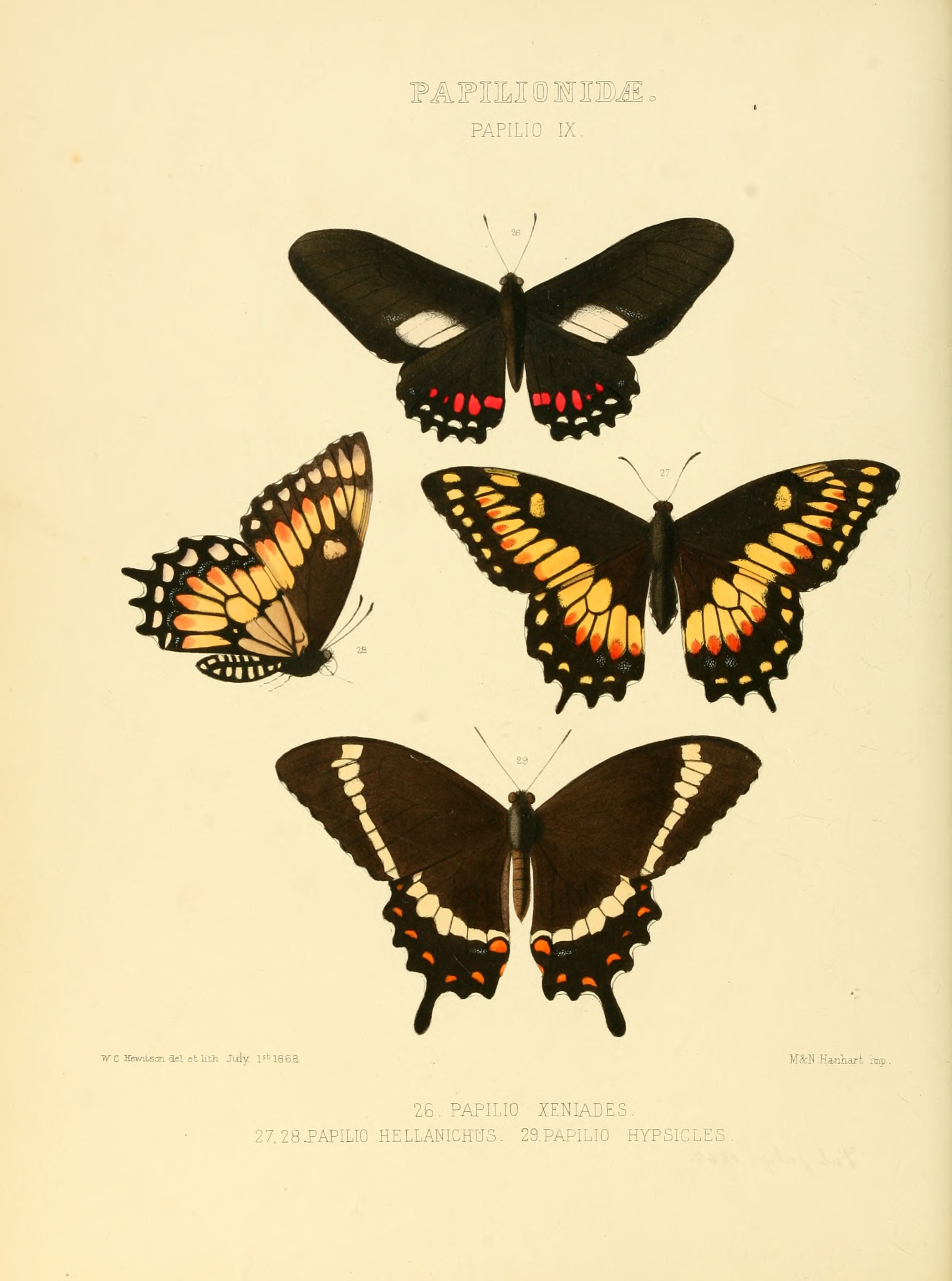
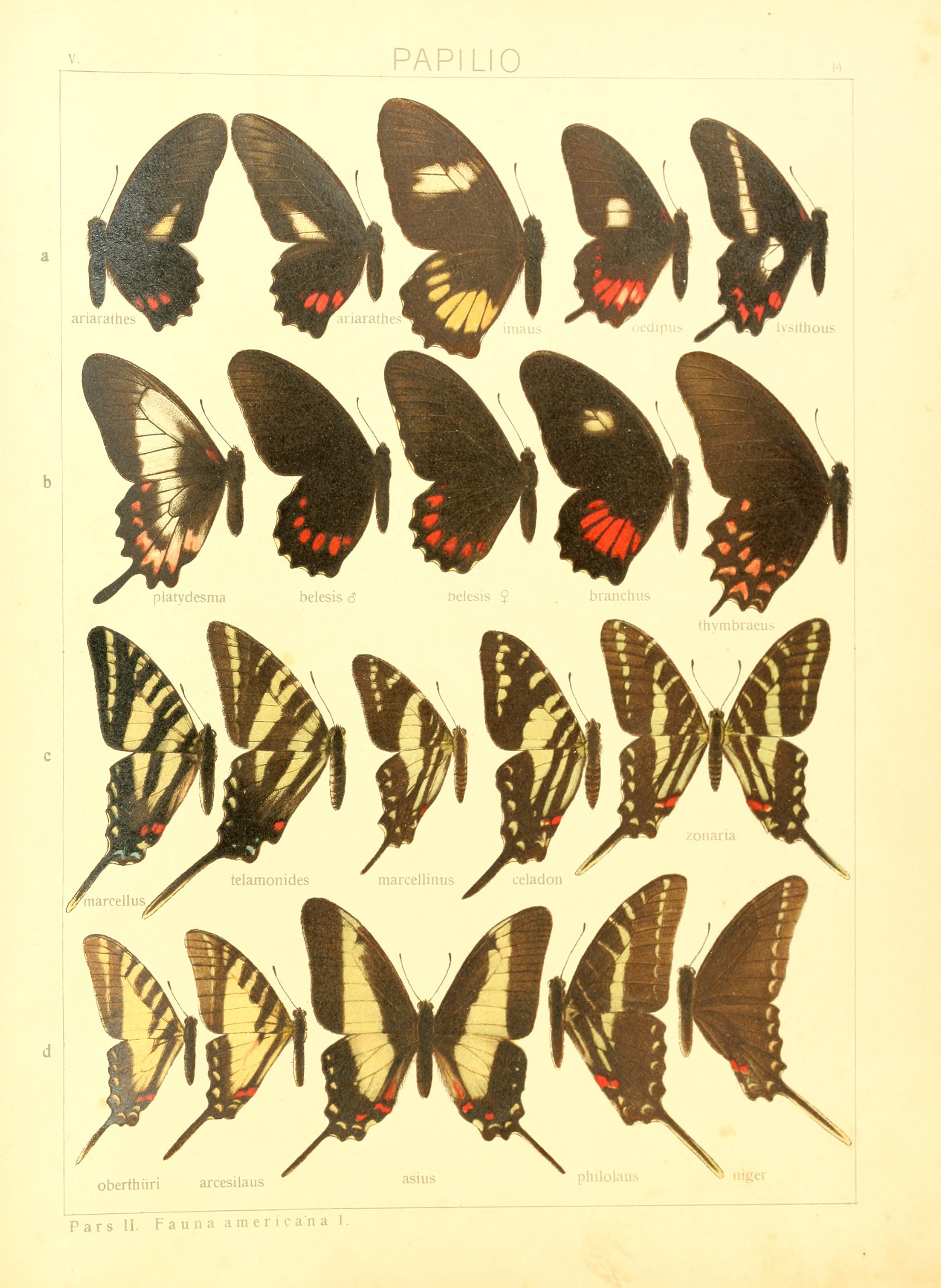
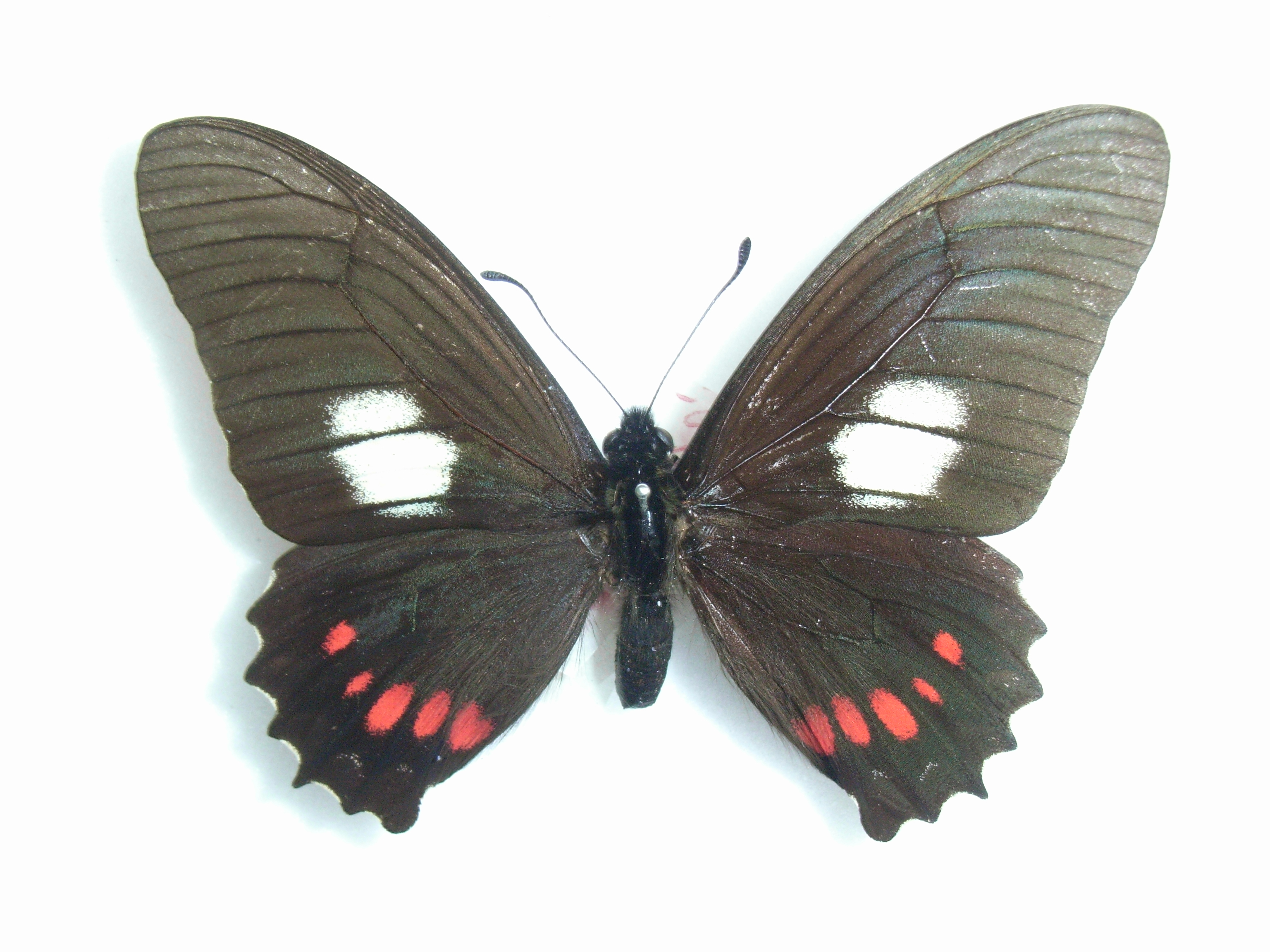
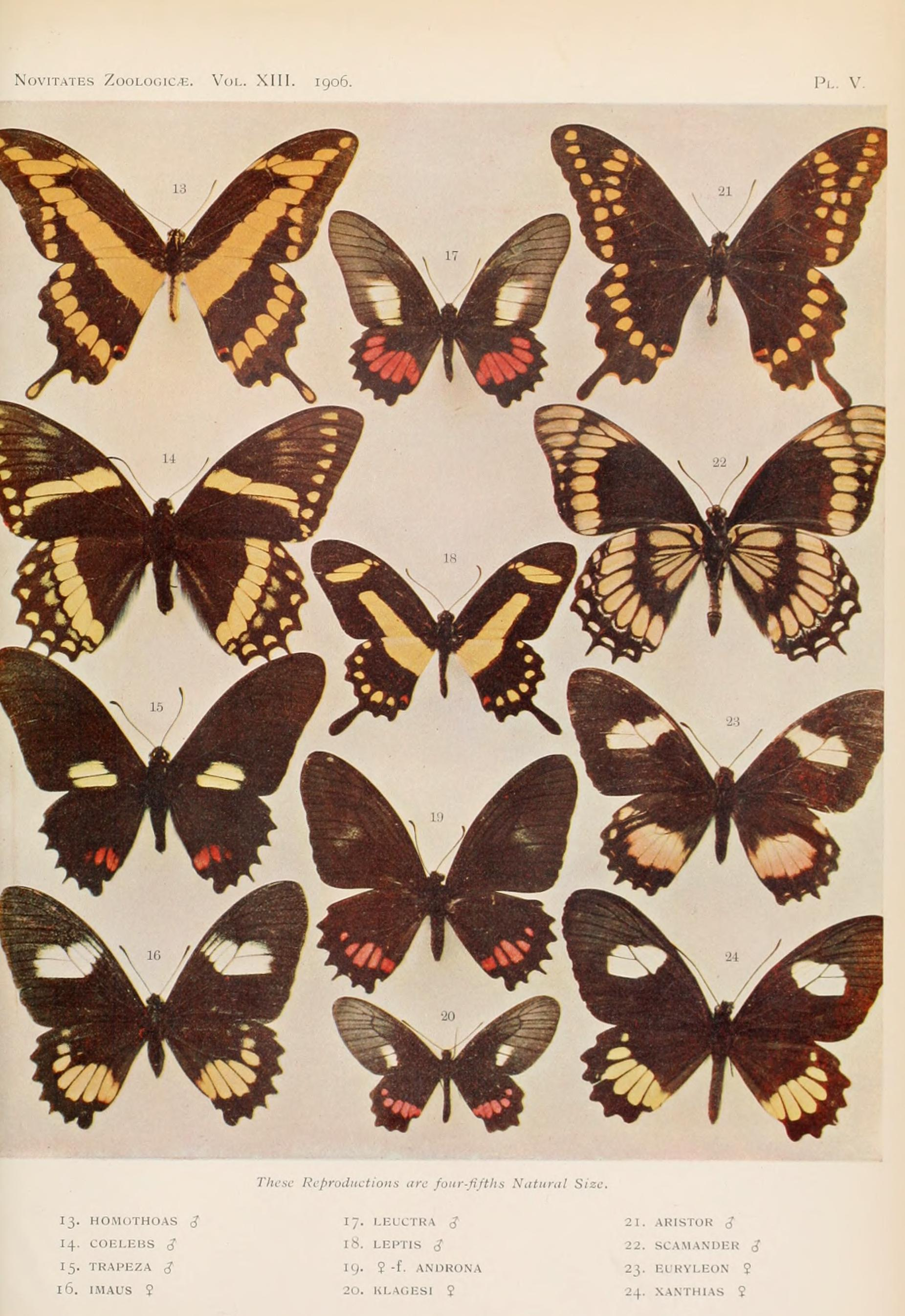